# Jean Pierre-Crousse

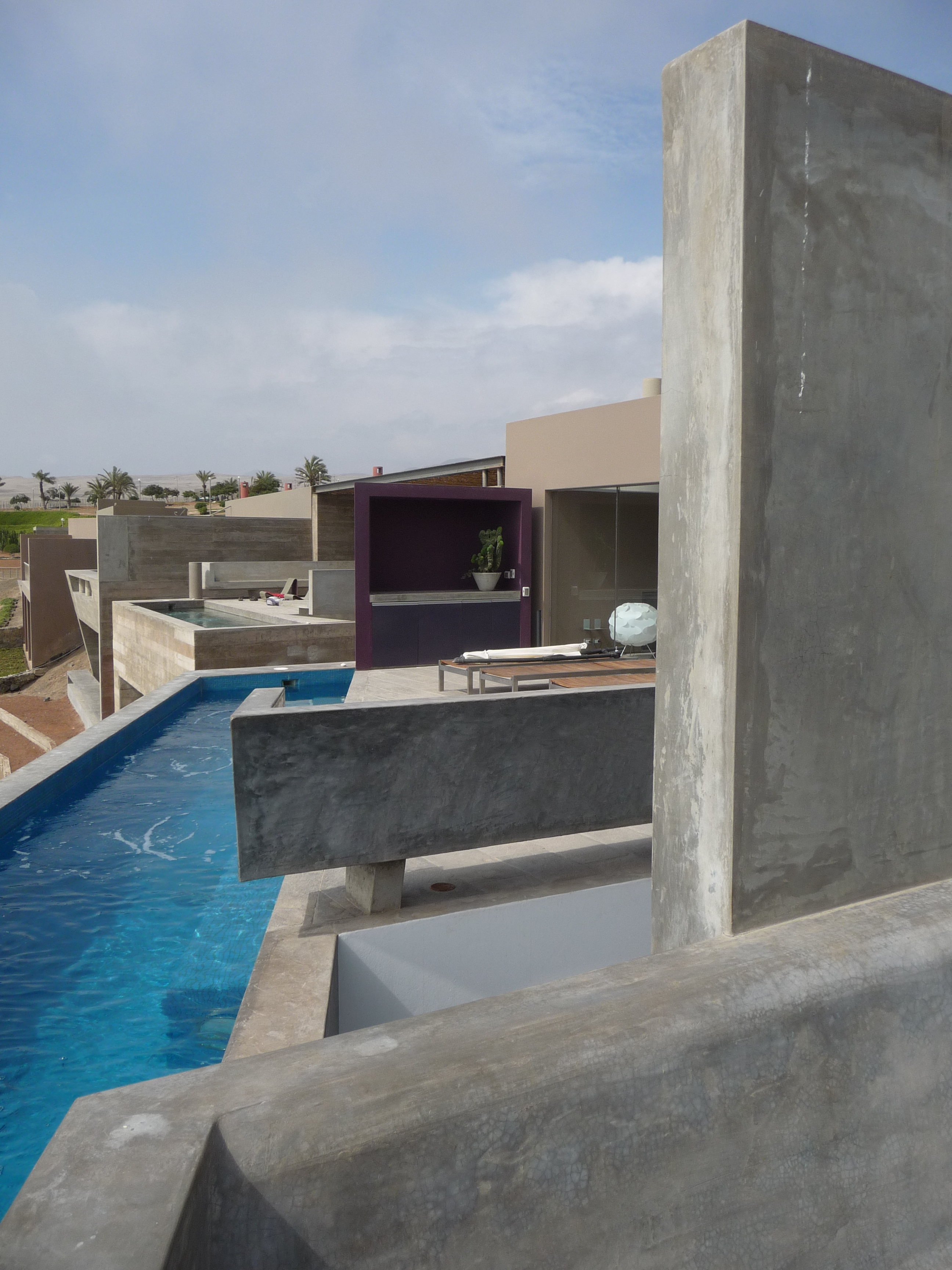
Casas VEDOBLE, Barclay & Crousse, Cañete, Perú, 2009

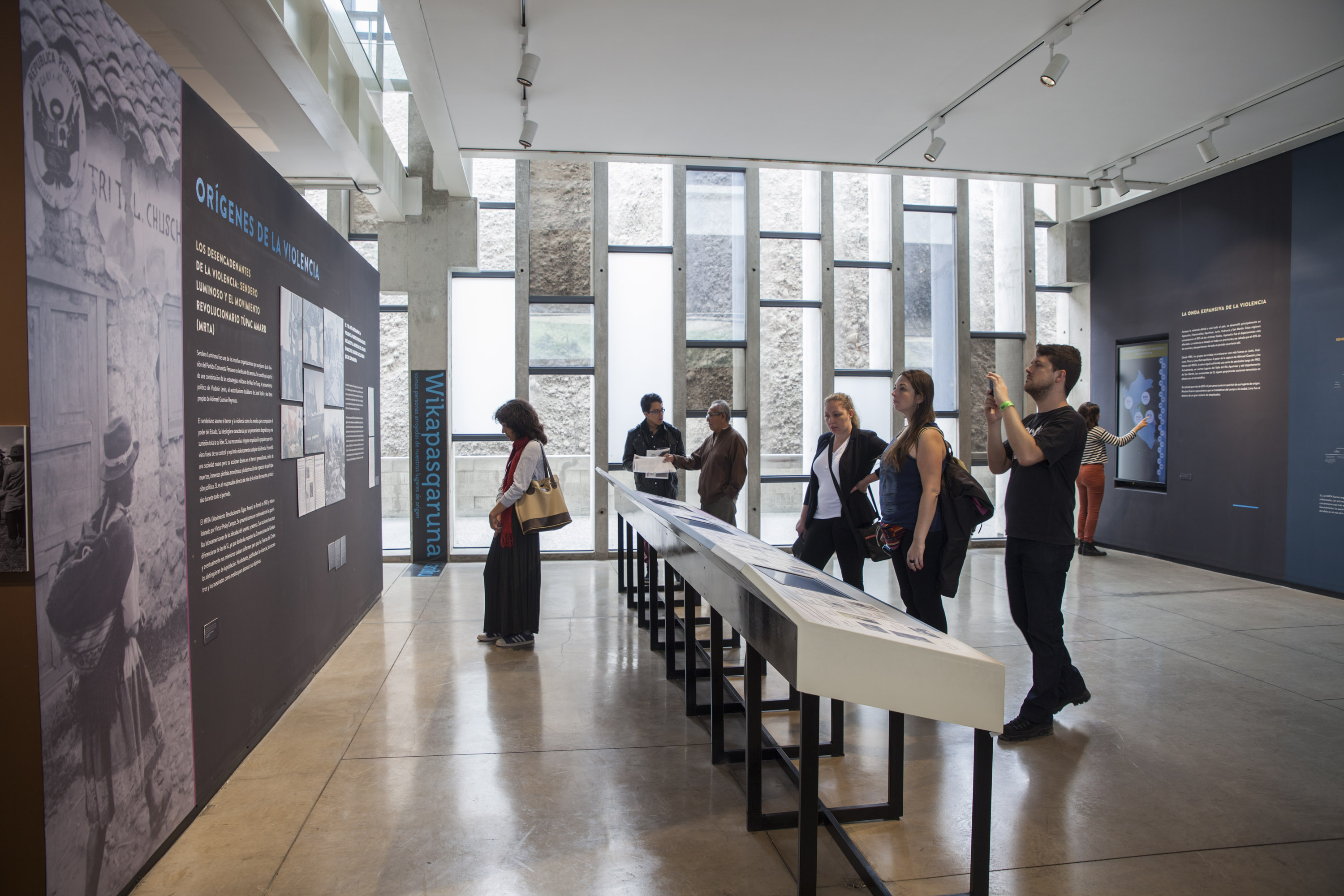
Lugar de la Memoria, Lima, Barclay & Crousse

Jean Pierre Crousse de Vallongue Rastelli (Lima, Perú, 1968) es un arquitecto peruano, ganador del Premio Hexágono de Oro.

## Primeros años
Entre 1986 y 1990 estudió arquitectura en la Universidad Ricardo Palma de Lima (URP) y emigró a Francia entre 1990 y 1993 donde estudió con Enrique Ciriani.

## Trayectoria
En la URP conoció a  Sandra Barclay y ganaron juntos el segundo puesto en el Concurso Europan en la ciudad de Le Havre, el concurso para la Reestructuración del Museo de la misma ciudad y, asociados con Laurent y Emmanuelle Beaudouin, abrieron, en 1994, su oficina de arquitectura con sede en París, Barclay & Crousse Architecture.
Vivieron y trabajaron 17 años en Europa y allí nacieron sus dos hijos, hasta que la propuesta de diseñar una serie de casas en la playa peruana cambió su rumbo. En 2001 diseñaron tres casas entre la playa y el desierto, la Casa B, la Casa M y la Casa Equis, premiadas en 2004, entre otros con el  Record Houses de la revista internacional Architectural Record. A raíz de estos encargos, en 2006, decidieron trasladarse a Lima, Perú, donde fundaron la nueva sede de Barclay & Crousse Architecture, manteniendo su actividad en Francia a través de Guilhem Roustan y Jena Marc Viste, socios en el nuevo estudio parisino Atelier Nord-Sud.
En 2006 inició sus estudios de posgrado en la Maestría en Paisaje e Infraestructura Contemporánea en la Universidad Diego Portales de Chile, obteniendo su título de Máster en 2013.
Trabaja en su estudio de Lima y ejerce desde 2018 como profesor en la Pontificia Universidad Católica del Perú.

## Reconocimientos
El trabajo de Barclay & Crousse Architecture incluye una amplia gama de programas y se centra tanto en la relación con el paisaje y el bienestar humano a través de la pertinencia de su uso, el espacio y la luz. El objetivo de su trabajo es mejorar el entorno natural y construido con un enfoque racional y sostenible, en el que el ser humano es un tema central. Su trabajo ha sido reconocido, entre otros, con el Premio CICA a la Arquitectura Latinoamericana 2013 por el Museo de la Memoria en Lima, otorgado por el Comité Internacional de Críticos de Arquitectura y con el Premio Bienal de Arquitectura Latinoamericana 2013 en la XV Bienal Internacional de Arquitectura de Buenos Aires. En 2014 fueron nominados Premio Mies Crown Hall Americas por el Lugar de la Memoria (2014) y la Casa Equis (2003) dos de sus proyectos más premiados.
Recibió el Premio Hexágono de Oro en la XVI Bienal de Arquitectura Peruana realizada en 2014 y el Premio Oscar Niemeyer 2016 por el Lugar de la Memoria, realizado junto a Jean Pierre Crousse.
Obtuvieron por segunda vez el Hexágono de Oro en 2018, por el Aulario E de la Universidad de Piura.
En el 2019, fue elegido doctor honoris causa por la Universidad de Piura.